# Chiclete com Banana

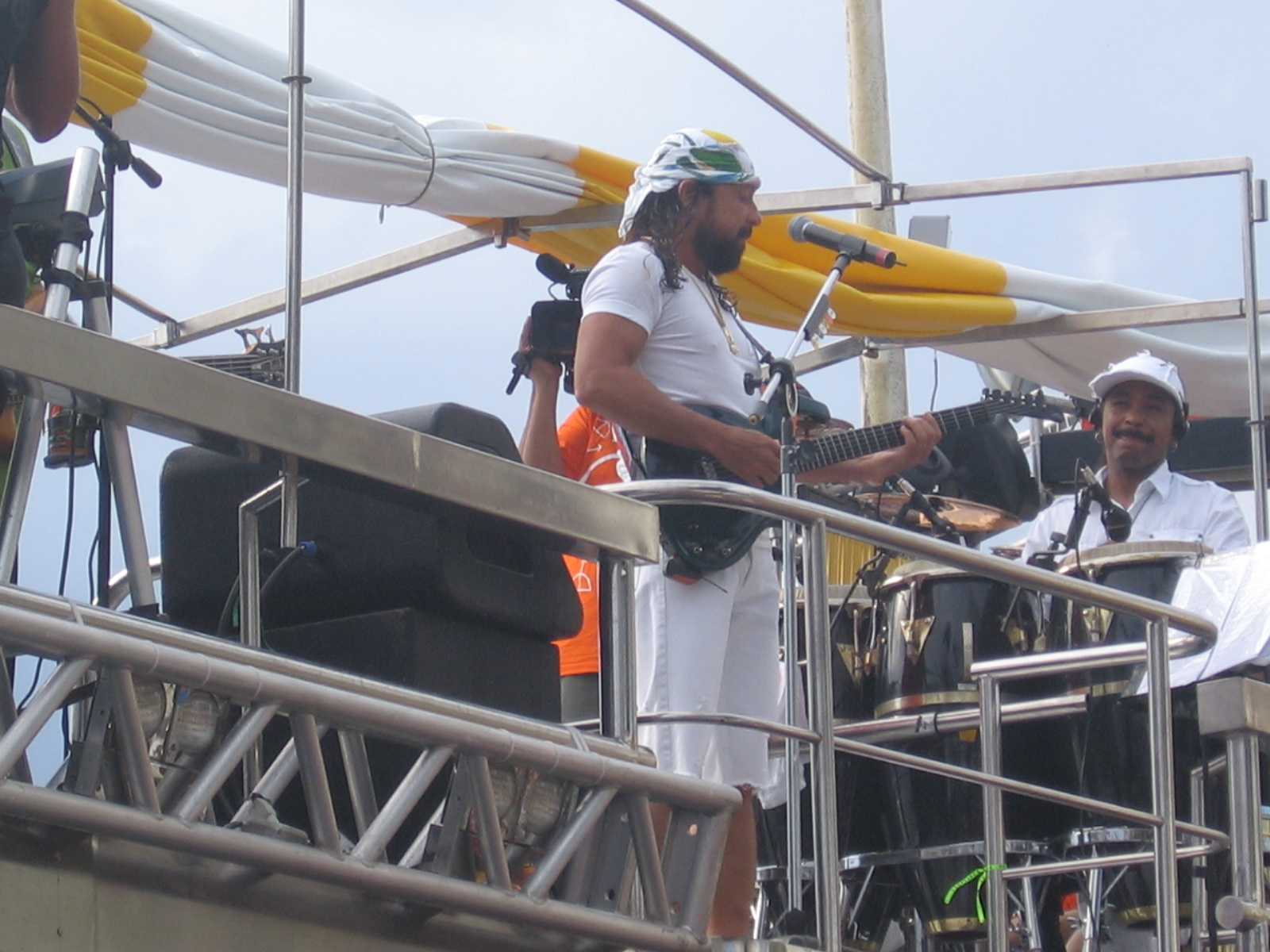
Chiclete com Banana en 2007.

Chiclete com Banana est un groupe brésilien de musique axé. Il a été fondé à Bahia dans les années 1980. Le groupe comprend Bell Marques, Wadinho Marques, Rey, Waltinho Cruz and Deny. 
Chiclete com Banana est aujourd'hui l'un des groupes de musique axé les plus connus du Brésil. Tous les ans, leur participation au carnaval de Salvador attire de 200 à 500 000 personnes qui dansent autour de leur trio elétrico.

## Discographie
- 1983: Trazos Montes
- 1983: Estação das Cores
- 1985: Sementes
- 1986: Energia
- 1986: Fissura
- 1987: Gritos de Guerra
- 1988: Fé Brasileira
- 1989: Tambores Urbanos
- 1990: Toda mistura sera permitida
- 1991: Jambo
- 1992: Classificados
- 1993: Chiclete com Banana
- 1994: 13
- 1995: Banana Coral
- 1996: Menina dos Olhos
- 1997: Para Ti
- 1997: E festa (en public)
- 1998: Bem me quer
- 1999: Borbolera Azul
- 2000: São João de Rua
- 2000: Chiclete
- 2001: Santo Protetor
- 2003: Chiclete na Caixa, Banana no Cacho
- 2005: Sou Chicleteiro
- 2007: Tabuleiro Musical